# Tenoch Huerta
Tenoch Huerta Mejía (Ecatepec de Morelos, 29 januari 1981) is een Mexicaans acteur.
In 2009 verscheen hij in de film Sin Nombre van filmregisseur Cary Fukunaga in de rol van Li'l Mago, leider van de Tapachula-factie van de beruchte Mara Salvatrucha-bende. In 2016 speelde hij de hoofdrol in de Televisa-serie Blue Demon, gebaseerd op het leven van de beroemde Mexicaanse professionele worstelaar en acteur Alejandro Muñoz, ringnaam 'Blue Demon'. In 2018 begon hij de rol van Rafael Caro Quintero te spelen in de Netflix-serie Narcos: Mexico. Hij werd vijf maal genomineerd voor een Ariel filmprijs, waarmee hij in 2012 daadwerkelijk een Ariel won voor beste acteur, met de film Días de gracia. Met de laatst genoemde film won hij in 2016 ook een Association of Latin Entertainment Critics filmprijs, in de categorie beste filmacteur. In 2022 speelde Huerta de rol van Namor the Sub-Mariner in het Marvel Cinematic Universe, in de film Black Panther: Wakanda Forever. 

## Filmografie

### Films
Uitgezonderd korte films.
- Así del precipicio als Limpia Vidrios (2006)
- Malamados, en la soledad todo esta permitido als Aarón (2007)
- Déficit als Adán (2007)
- La zona als Mario (2007)
- Sleep Dealer als David Cruz (2008)
- Casi divas als Domingo (2008)
- Nesio als El Araña (2008)
- Sólo quiero caminar als David (2008)
- Sin nombre als Lil' Mago (2009)
- Perpetuum Mobile als Miguel (2009)
- Depositarios als Andrés (2010)
- Chicogrande als Dokter Terán (2010)
- El infierno als El Diablo (2010)
- Días de gracia als Leraar / Lupe (2011)
- Get the Gringo (oorspronkelijke titel: How I Spent My Summer Vacation) als Carlos (2012)
- Colosio: El asesinato als Jesús 'Chuy' (2012)
- La vida precoz y breve de Sabina Rivas als Juan (2012)
- Ciudadano Buelna als Emiliano Zapata (2013)
- Stand Clear of the Closing Doors als Ricardo Sr. (2013)
- Nómadas als Roberto (2013)
- Güeros als Sombra (2014)
- Escobar: Paradise Lost als Roldano Brother (2014)
- El Más Buscado als Charro Misterioso / Alfredo Ríos Galeana (2014)
- The 33 als Carlos Mamani (2015)
- Semana Santa als Chavez (2015)
- Camino als Alejo (2015)
- Spectre als Mexicaanse man in lift (2015)
- Las Aparicio als Juan (2015)
- La Carga als Francisco Tenamaztle (2016)
- Vive por mí als Gavilán (2016)
- El silencio es bienvenido als Soldado 1 (2017)
- El autor als Enrique (2017)
- Vuelven als El Chino (2017)
- Bel Canto als Comandante Benjamin (2018)
- Fuego negro als Franco (2020)
- Son of Monarchs als Mendel (2020)
- The Forever Purge als Juan (2021)
- Black Panther: Wakanda Forever als K'uk'ulkan / Namor (2022)

### Televisieseries
Uitgezonderd eenmalige gastrollen.
- Capadocia als Toño (2008, 2 afl.)
- El encanto del águila als Emiliano Zapata (2011, 5 afl.)
- Cloroformo als El Búfalo (2012, 13 afl.)
- Mozart in the Jungle als Manu / Manuel (2015-2016, 2 afl.)
- Hasta Que Te Conocí als Nereo (2016, 3 afl.)
- Blue Demon als Alejandro Muñoz 'Blue Demon' (2016-2017, 65 afl.)
- Narcos: Mexico als Rafael Caro Quintero (2018-2020, 11 afl.)
- Aquí en la Tierra als Adán Cruz (2018-2020, 16 afl.)